# Blätter aus dem Brotsack
Die Blätter aus dem Brotsack sind ein Tagebuch aus dem Aktivdienst, das der Schweizer Schriftsteller Max Frisch im Herbst 1939 als Kanonier während seiner ersten Militärdienstperiode im Zweiten Weltkrieg verfasste. Es erschien 1939 in der Zeitschrift Atlantis und im Folgejahr als Buchausgabe im Zürcher Atlantis Verlag.
Von der Armee wurde seinerzeit die Veröffentlichung des Kanoniers Frisch nicht weiter zur Kenntnis genommen. Nur einmal, so berichtet Frisch im Dienstbüchlein, habe ein Oberstleutnant ihn kommen lassen und den Strammstehenden gefragt, ob er der „Brotsack-Frisch“ sei, was dieser bejahte. Der Oberstleutnant interessierte sich dann nicht weiter.
Die Blätter aus dem Brotsack stehen im klaren Gegensatz zum erwähnten Dienstbüchlein, mit dem Frisch in späteren Jahren seinen Militärdienst und die Schweizer Armee sehr kritisch beleuchtete. Dort sprach Frisch von den Blättern aus dem Brotsack distanzierend als einem „treuherzigen Tagebuch“.

## Entstehung
Die Blätter aus dem Brotsack wurden erstmals im November und Dezember 1939 – damals noch unter dem Titel Aus dem Tagebuch eines Soldaten – in der Zeitschrift Atlantis veröffentlicht. 1940 folgte eine – überarbeitete, ergänzte und mit dem heute geläufigen Titel versehene – Buchausgabe. 
Von Ende Dezember 1940 bis Anfang Januar 1941 erschien in der Neuen Zürcher Zeitung die Neue Folge der Blätter aus dem Brotsack. Diese Fortsetzung ist weniger bekannt: Weder wurde sie für die Neuauflage der Blätter im Jahre 1964 berücksichtigt, noch ist sie in den Gesammelten Werken enthalten.
Mit den Blättern aus dem Brotsack nahm Frisch seine schriftstellerische Arbeit wieder auf, obwohl er rund zwei Jahre zuvor sich entschlossen hatte, die Schriftstellerei aufzugeben. Nach seiner eigenen Darstellung geschah dies, um die existentielle Bedrohung durch den Krieg zu verarbeiten.
Zu unterscheiden sind die Blätter aus dem Brotsack von dem Truppentagebuch, das Frisch im Auftrag seines vorgesetzten Offiziers Hauptmann Wyss während seines Aktivdienstes führte und das vorwiegend formale Dinge wie die Namen von Eingerückten, Entlassenen, Tagesbefehle oder den tägliche Wetterbericht enthält. Es kann allerdings vermutet werden, dass Frisch die tägliche einstündige Freistellung vom sonstigen Dienst und die Schreibmaschine zur Abfassung seines eigenen Tagebuchtextes nutzte. 
Zu unterscheiden ist der Text ebenfalls von dem Tagebuch eines Soldaten, einem dreiteiligen Feuilleton über einen der jährlichen 16-tägigen Armeedienste, das Frisch 1935 in der NZZ veröffentlichte.

## Ausgaben
- Erstdruck: Aus dem Tagebuch eines Soldaten. In: Atlantis 11, 1939.
- Blätter aus dem Brotsack. Geschrieben im Grenzdienst 1939. Atlantis, Zürich 1940; 5. A. ebd. 1974, ISBN 3-7611-0068-X
- Blätter aus dem Brotsack. Neue Folge. 6 Teile. In: NZZ, 23. Dezember 1940 – 1. Januar 1941. Abgedruckt in: Max Frisch: Schweiz als Heimat? Versuche über 50 Jahre. Hrsg. von Walter Obschlager. Suhrkamp, 1990, S. 71ff.
- Blätter aus dem Brotsack. In: Gesammelte Werke in zeitlicher Folge. Band I,1 (1931–1944). Hrsg. von Hans Mayer. Suhrkamp, 1976, S. 111ff.
- Blätter aus dem Brotsack. Mit einem Nachwort von Tobias Amslinger. Atlantis, Zürich 2022; ISBN 978-3-7152-5010-6